# Виноградов, Александр Александрович (писатель)
Александр Александрович Виноградов (9 сентября 1930, Скрылево, Западная область — 14 июня 2011, Алёхново, Московская область) — советский и российский журналист и писатель. Главный редактор и директор издательства «Детская литература». Член Союза журналистов СССР, Союза писателей СССР и Московской городской организации Союза писателей России.

## Биография
Александр Александрович Виноградов родился 9 сентября 1930 года в деревне Скрылево Каменского района Западной области, ныне деревня входит в Прямухинское сельское поселение Кувшиновского района Тверской области.
В 1935 году Виноградов простудил уши и перенёс тяжёлую операцию, в результате которой, однако, он сумел выжить и сохранить слух. Вскоре переехал в Ленинград с семьёй. Там он поступил в школу, однако в сентябре 1941 году был вынужден бежать обратно в деревню Скрылёво в Калининской области. Во время войны он работал в колхозе «Заря коммун». После окончания войны он продолжил учиться в школе, однако в 1947 году заболел туберкулёзом. В результате удачного лечения выздоровел в течение нескольких месяцев. Член ВЛКСМ с 1947 года.
В 1950 году Александр Виноградов окончил Прямухинскую среднюю школу имени Белинского и поступил в Ленинградский государственный университет имени А. А. Жданова на факультет журналистики. В университете принимал активное участие в общественной жизни: был членом бюро ВЛКСМ, членом бюро профкома, комсоргом. В 1955 году он с отличием окончил университет и получил должность корреспондента при газете «Красный Курган» в Кургане. В декабре 1956 года Виноградов стал кандидатом в члены КПСС. 11 января 1957 года член бюро областного комитета ВЛКСМ Александр Виноградов утверждён Курганским областным комитетом КПСС редактором областной комсомольской газеты «Молодой ленинец». В 1959 году состоялась первая зарубежная поездка Александра Виноградова в Китай. Постановлением бюро обкома КПСС от 19 апреля 1960 года тов. Виноградов А. А. освобождён от обязанностей редактора областной комсомольской газеты «Молодой Ленинец» в связи с выдвижением на работу в ЦК ВЛКСМ.
В июне 1960 года Александр Виноградов был переведён на работу в Москву. Он стал инструктором в отделе пропаганды и агитации ЦК ВЛКСМ. В феврале 1962 года он стал заместителем редактора по отделу комсомольская жизнь в газете «Комсомольская правда», а в апреле 1963 года стал редактором отдела «Наших родных» при журнале «Вокруг света». В мае 1964 года стал главным редактором журнала «Юный натуралист». В это время в свет выходят первые литературные работы Виноградова: «На берегу великой Янцзы», «Рок-н-ролл на коленях», «Горькая улыбка самурая», «Где шумят чужие города». Они были навеяны его частыми зарубежными поездками (в Китай, Японию, США, Мексику и другие страны).
В январе 1975 года Александр Виноградов стал главным редактором издательства «Детская литература». Под его руководством в свет вышла книжная серия «Библиотека мировой литературы для детей». В 1982 году он стал директором издательства. В то же время он написал и опубликовал собственные повести «Сабля без ножен» и «В конце аллеи». «Сабля без ножен» позднее была экранизирована. В 1984 году Виноградов был вынужден отойти от работы в связи с инфарктом, от которого он вскоре оправился. В 1985 году он был переведён в издательство «Радуга», где занял должность заместителя главного редактора. В октябре 1991 года вышел на пенсию.
В 1990-е годы продолжал писать рассказы и повести, две из которых позднее были опубликованы. В 2001 году вышла повесть «Осечка», а в 2005 — роман «Убитые рассветы».

## Личная жизнь
Александр Александрович Виноградов был женат дважды. В 1951 году он женился на Нелли Пробкиной, однако спустя два года брак окончился разводом. В 1956 году он женился на Эльвире Белениной, с которой прожил свою жизнь вплоть до своей смерти. В 1958 году у них родился единственный ребёнок — сын Сергей.

## Болезнь и смерть
В декабре 2001 года у Александра Александровича Виноградова случился микроинсульт, в результате которого лишь слегка ухудшилось его зрение и равновесие. Несмотря на умеренные последствия микро-инсульта, со временем у него начала развиваться ишемия сосудов головного мозга. Первоначально он прогрессивно терял способность видеть из-за развития глаукомы. В конце 2000-х годов у него начались серьёзные нарушения с памятью, ориентацией и походкой. В мае 2011 года его состояние резко ухудшилось, он не мог удержаться на ногах, появились галлюцинации. Лечение в больнице особо не помогло, и после выхода он вернулся на свою дачу в деревне Алёхново Московской области.
Александр Александрович Виноградов умер 14 июня 2011 года на даче в деревне Алёхново Сельского поселения Бужаровское Истринского района Московской области, ныне деревня входит в Городской округ Истра Московской области. 16 июня прошли похороны и кремация. Урна захоронена на Троекуровском кладбище.

## Сочинения
Виноградов, А. Сабля без ножен. М, Молодая гвардия, 1980.
Виноградов, А. В конце аллеи. М, Молодая гвардия, 1983.
Виноградов, А. Осечка. М, Радуга, 2001.
Виноградов, А. Убитые рассветы. М, Еврасия, 2005.
 — письмо Михаила Шолохова Александру Виноградову по поводу публикации его произведений в серии "Библиотека мировой литературы для детей.
[www.kino-teatr.ru/kino/movie/sov/81190/annot/]-Фильм «Сабля без ножен» (1987)